# ستيف هارفي
 برودريك ستيفن «ستيف» هارفي (بالإنجليزية: Steve Harvey) (مواليد 17 يناير 1957) ممثل كوميدي، مؤلف، منتج أمريكي، مقدم برامج إذاعية، كما قدم برامج تلفزيونية مثل «ستيف هارفي مورنينغ شو» وبرنامج «ستيف هارفي» وبرنامج «فاميلي فيود» هو مؤلف كتاب تصرَّفي كسيِّدة وفكري كرجل، والذي نشر في مارس 2008
بدأ ستيف هارفي في الكوميديا الارتجالية، مما قاده إلى أدوار تلفزيونية مثل مضيف “Showtime” في Apollo ونجم “WB. Sitcom”. وكان واحدًا من الكوميديين الأربعة الذين ظهروا في فيلم سبايك لي. وهو يستضيف الآن برنامجًا إذاعيًا مشتركًا وبرنامج الألعاب التلفزيوني “فاميلي فيود”.

## الحياة
ولد هارفي في 17 يناير من العام 1957 في مدينة ولش في ولاية فيرجينيا الغربية. تزوج ستيف هارفي، ثلاث مرات. لديه ابنتين توأم، براندي وكارلي، وابنه برودريك الابن، من زواجه الأول. وابنه وينتون من زواجه الثاني. وهو يستمتع بقضاء بعض الوقت مع أسرته الكبيرة. زوجته الحالية، مارجوري بريدج هارفي، والتي تزوجها في عام 2007، جلبت معها إلى منزل هارفي ثلاثة أطفال من زواجها السابق.
ابن لعامل منجم الفحم جيسي هارفي وزوجته إلويس فيرا. انتقلت عائلته لاحقًا إلى مدينة كليفلاند في مقاطعة كاياهوغا في ولاية أوهايو. بعد تخرجه من المدرسة الثانوية ارتاد جامعة كينت وجامعة فيرجينيا الغربية. هارفي كان ملاكمًا وعامل سيارات وبائع تأمين ومنظف سجاد وساعي بريد.
وجد هارفي ضالته في نهاية المطاف على المسرح، وأداء الكوميديا الارتجالية للمرة الأولى في عام 1985. بعد أن احترف عمله عبر عدة سنوات من العروض في الأندية الصغيرة، ليصل إلى تصفيات Johnnie Walker النهائية للأبحاث الكوميدية عام 1989. ومن هناك، بدأت مهنة هارفي حقًا.
في عام 1993، قدم "Showtime" في Apollo الشهير وعرض مشاهد متنوعة جرى تصويرها في مسرح Harlem's Apollo الأسطوري. كان هارفي يود البقاء في "Showtime" في Apollo حتى عام 2000، ولكن واجباته بمجال التقديم التلفزيوني أعاقته عن ذلك.

## إنجازات ستيف هارفي
في عام 1996، بدأ برنامجًا هزليًا خاصًا به "The Steve Harvey Show" على الشبكة الفرعية WB، مقابل أجرٍ منخفض، وكان التصويت الخاص بالبرنامج عائد لجمهور أفريقي- أمريكي في الغالب، استمر في البث على الهواء مباشرة حتى عام 2002. وأثبت البرنامج نجاحه في إطلاق شراكةٍ مهنية مثمرة بين هارفي وممثل هزلي شاب يدعى سيدريك لعب دور الصديق المقرب لهارفي في البرنامج، ثم انضم إليه لاحقًا في جولةٍ وطنيةٍ رائدة.

### ملوك الكوميديا
في تلك الجولة، التي تسمى ملوك الكوميديا، هارفي وسيدريك انضما إلى بيرني ماك وهيوغلي في برنامج "four-man barnstorming road"، البرنامج الذي فاجأ جميع أنحاء البلاد. في عام 1999، أصبحت جولة ملوك الكوميديا الجولة الأعلى أجرًا على الإطلاق حتى الآن في الولايات المتحدة، وقد حققت أكثر من 19 مليون دولار.
أصبح هارفي ورفاقه الثلاثة من المشاهير الوطنيين، وازدادت شهرتهم بعد إطلاق البرنامج الوثائقي لسبايك لي عام 2000 «الملوك الأصليون للكوميديا»، والذي لقي استحسان جمهورٍ متحمسٍ بشكلٍ كبير، وكانت أبرز حلقاته في ولاية كارولينا الشمالية. شعر المشجعون الذين شاهدوا العرض على الشاشة بالحماس ذاته، وقد حصد الفيلم الذي كلف 3 ملايين دولار فقط أكثر من 38 مليون دولار في شباك التذاكر.
يبقى دور هارفي في ملوك الكوميديا الأكثر شهرةً في حياته المهنية، واستخدم هارفي الشهرة التي أحرزها جراء الفيلم كأساسٍ لبناء إمبراطوريته الإعلامية.

### مهنة الإذاعة والكتابة
في عام 2000، أطلق برنامجًا إذاعيًا يوميًا "The Steve Harvey Morning Show". تم بثه في الأصل فقط في لوس أنجلوس ودالاس، في نهاية المطاف اكتسب العرض المشاركة الوطنية ونال سارية علم مدينة نيويورك. ويُبث الآن كل يوم على عشرات المحطات على الصعيد الوطني.
فاز هارفي بجائزة Radio & Records الوطنية عن البرنامج، وسُمي برنامج العام في 2007. وعندما تحول نفسه إلى شخصيةٍ إذاعية رئيسية، واصل هارفي متابعة العمل في الارتجال والتمثيل، وعُرض "The Steve Harvey Show" على الهواء بعد أن مضت ست سنوات على إيقافه عام 2002، ولكن هارفي سرعان ما انخرط في مشاريع أخرى. وقد استضاف مسابقة «الحقيقة تظهر»، وهو "Steve Harvey's Big Time"، الذي بُث على WB في عام 2003. وأيضًا في العام 2003 قام بدورٍ صغير في "The Fighting Temptations"، وفاز بدورٍ داعم ف "Johnson Family Vacation" و"You Got Served" عام 2004. كما شارك في الأداء الصوتي لفيلم الرسوم المتحركة "Racing Stripes"عام 2005.
في عام 2009 أصبح هارفي المؤلف الأكثر مبيعًا للكتب التي تختص بنصائح العلاقات بين العشاق، بعد أن نشر جزءًا منها في برنامجه الإذاعي الذي قدم فيه مشورة إلى النساء اللاتي أُحبطن في علاقاتهن مع الرجال. ومما يبدو أن كتب هارفي تستند إلى المبدأ العام القائل بأن الرجال كلاب وينبغي على النساء معاملتهم وفقًا لذلك، وقد رفض النقاد نصيحة هارفي هذه. واحتلت كتب هارفي "Think Like A ManAct Like A Lady" عام 2009 و"No Chaser" عام 2010 قوائم الأكثر مبيعًا.
في نوفمبر 2016، أعلن هارفي أنه سينهي برنامجه الحواري في شيكاغو في مايو 2017 بعد خمس سنوات على الهواء، وإطلاق عرضٍ جديد من لوس أنجلوس في سبتمبر من العام نفسه.

## حقائق سريعة عن ستيف هارفي
- اسمه الحقيقي ليس ستيف، فقد سُمّي على اسم ممثل Highwa" Patrol" وهو برودريك كروفورد، ولكنه من الواضح يفضل النسخة المختصرة من اسمه الأوسط.
- تربى في مزرعة، وقد اعتمدت عائلته على الطعام الذي كانوا يزرعونه بأنفسهم، وفترات الصيف التي قضاها في الحقل ساعدته على تعلم أخلاقيات العمل التي يحملها معه اليوم.
- كان لقبه في الطفولة "Va-Va-Voom"، وبهذه الأصوات، كان يطلق عليه اسم زملائه في المدرسة بسبب تلعثمه الواضح على حرف "v" أثناء محاولته أن يقول كلمة "Volcano".
- كاد أن يصبح ملاكمًا.
- كان مشردًا قبل أن يصبح شخصيًة ناجحة.
- أنشأ موقعه الإلكتروني الخاص به ويعنى بشؤون المواعدة.
- لم يرَ في نفسه أنه أهلٌ لاستضافة برامج الألعاب.

## روابط خارجية
- ستيف هارفي على موقع IMDb (الإنجليزية)
- ستيف هارفي على موقع الموسوعة البريطانية (الإنجليزية)
- ستيف هارفي على موقع روتن توميتوز (الإنجليزية)
- ستيف هارفي على موقع ألو سيني (الفرنسية)
- ستيف هارفي على موقع ميوزك برينز (الإنجليزية)
- ستيف هارفي على موقع أول موفي (الإنجليزية)
- ستيف هارفي على موقع قاعدة بيانات الأفلام السويدية (السويدية)
- ستيف هارفي على موقع إن إن دي بي (الإنجليزية)
- ستيف هارفي على موقع ديسكوغز (الإنجليزية)
- ستيف هارفي على موقع قاعدة بيانات الفيلم (الإنجليزية)